# Atomowa burza
Atomowa burza (ang. Atomic Twister) – amerykański film katastroficzny z domieszką sensacji, wyprodukowany w roku 2002.

## Twórcy filmu
- Scenariusz: Ron McGee
- Reżyseria: Bill Corcoran
- Produkcja: Rick Arredondo
- Zdjęcia: Donald Duncan
- Muzyka: Phil Marshall

## Obsada
- Sharon Lawrence – Corinne Maguire
- Mark-Paul Gosselaar – komisarz Jake Hannah
- Carl Lewis – Stu
- Johnny Blick – Potter
- Daniel Costello – Campbell Maguire
- Charmaine Guest – Ashley Bishop
- Katrina Devine – Gloria
- John Leigh – komisarz Rollins

## Opis filmu
Atak tornado zawsze pociąga za sobą spustoszenia i ofiary w ludziach, ale co się stanie, gdy zagrozi elektrowni jądrowej? Wobec tej przerażającej perspektywy staje Corinne Maguire, odpowiadająca za bezpieczeństwo elektrowni znajdującej się opodal małego amerykańskiego miasteczka Tennessee. Wraz z trojgiem innych pracowników i miejscowym szeryfem rozpoczyna dramatyczny wyścig z czasem, w którym stawką jest nie tylko życie mieszkańców Tennessee, ale i całego stanu.